# 人民阵线 (芬兰)
人民阵线（芬蘭語：Kansanrintama）这一概念在第二次世界大战后芬兰的不同时期得到了不同程度的使用。

## 概述
关于哪些芬兰政府可以称为“人民阵线政府”，存在不同意见。如果将每个包含左翼政党的政府都视为“人民阵线政府”，那么芬兰在1944年—1948年、1966年—1971年、1975年—1982年和2019年—2023年期间由“人民阵线政府”执政。另一种说法认为，如果人民阵线的目的在于依靠中间派和左翼的合作抵御右翼对民主法治国家构成的威胁，那么战后芬兰没有一个政府可以被称为“人民阵线政府”，这与该词的原始含义不符。
在芬兰，被明确称为“人民阵线政府”的是1966年5月27日—1968年3月22日由拉斐尔·帕西奥领导的帕西奥第一次内阁，该政府由芬兰社会民主党、中间党、芬兰人民民主联盟以及工人和小地主社会民主联盟组成。当时，主要是芬兰人民民主联盟使用“人民阵线”这一名称，而芬兰社会民主党则更愿意称其为“广泛合作政府”，毕竟支持该政府的芬兰议会议员多达152名。

## 芬兰“人民阵线政府”列表
- 1944年11月17日—1945年4月17日 巴锡基维第二次内阁（英语：Paasikivi II Cabinet）
- 1945年4月17日—1946年3月9日 巴锡基维第三次内阁（英语：Paasikivi III Cabinet）
- 1946年3月26日—1948年7月29日 佩卡拉内阁（英语：Pekkala Cabinet）
- 1966年5月27日—1968年3月22日 帕西奥第一次内阁（英语：Paasio I Cabinet）
- 1968年3月22日—1970年5月14日 科伊维斯托第一次内阁（英语：Koivisto I Cabinet）
- 1970年7月15日—1971年10月29日 卡尔亚莱宁第二次内阁（英语：Karjalainen II Cabinet）（芬兰人民民主联盟于1971年3月26日退出）
- 1975年11月30日—1976年9月29日 米耶图宁第二次内阁（英语：Miettunen II Cabinet）
- 1977年5月15日—1979年5月26日 索尔萨第二次内阁（英语：Sorsa II Cabinet）
- 1979年5月26日—1982年2月19日 科伊维斯托第二次内阁（英语：Koivisto II Cabinet）
- 1982年2月19日—1983年5月6日 索尔萨第三次内阁（英语：Sorsa III Cabinet）（芬兰人民民主联盟于1982年12月31日退出）
- 2019年6月6日—2019年12月10日 林内内阁（英语：Rinne Cabinet）
- 2019年12月10日—2023年6月20日 马林内阁（英语：Marin Cabinet）